# Niski skrzydłowy

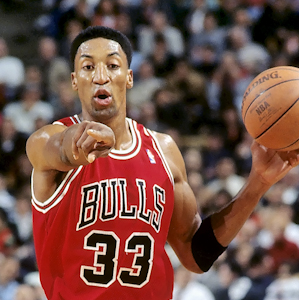
Niski skrzydłowy ustawiający zawodników do wybranego przez siebie ataku pozycyjnego

Niski skrzydłowy (small forward, SF, 3) – zawodnik w koszykówce, od którego wymagana jest największa wszechstronność – pomimo nie największego wzrostu, ma sprawdzać się zarówno w ataku (zdobywać punkty z dystansu, rozpoczynać zagrywki), jak i bardzo skutecznie grać w obronie. W ataku musi mieć umiejętność gry zarówno z daleka od kosza, jak również pod koszem. Powinien mieć zarówno umiejętności typowe dla graczy niskich, jak i te typowe dla graczy wysokich. Musi być na tyle agresywny i silny, by poradzić sobie blisko kosza, oraz na tyle zwinny i szybki, by poradzić sobie za linią rzutów za 3 punkty. Do jego obowiązków należy przede wszystkim zdobywanie punktów oraz zbieranie piłek z kosza.
Znani niscy skrzydłowi: LeBron James, Scottie Pippen, Kevin Durant, Larry Bird, a w Polsce – Adam Waczyński oraz Mateusz Ponitka.